# Cómodo
Cómodo ou Cômodo (em latim: Commodus, Lanúvio, 31 de agosto de 161 – Roma, 31 de dezembro de 192), nascido Lúcio Aurélio Cómodo e, posteriormente, Lúcio Élio Aurélio Cómodo, foi um imperador romano que governou de 180 a 192.
Durante o reinado de seu pai, o imperador Marco Aurélio, ele o acompanhou durante as guerras marcomanas em 172 e depois numa turnê pelas províncias orientais em 176. Ele se tornou o Cônsul em 177, se tornando o mais jovem a assumir essa posição na história romana, sendo mais tarde elevado ao estatuto de coimperador junto com o pai. Sua ascensão ao poder imperial foi a primeira desde o ano 79 em que um filho sucedeu ao pai, quando no caso foi Tito e Vespasiano. Ele também foi o primeiro imperador a ter um pai e um avô (que tinha adotado seu pai) que também tinham sido imperadores. Cómodo foi ainda o primeiro imperador (e o único até 337) a ser "nascido na púrpura", ou seja, no reinado de seu pai imperador. Cômodo também foi o primeiro e o último, portanto, o único imperador romano da história a atuar dentro dos limites da arena dos gladiadores.
Quando assumiu o controle total e único em Roma, o Império estava em relativa paz, mas as intrigas e conspirações políticas levaram Cómodo a adotar um estilo mais ditatorial e a engrossar o culto à personalidade, de caráter divino, ao redor dele mesmo. Seu assassinato, em 192, marcou o fim da dinastia nerva-antonina. Ele foi sucedido no trono por Pertinax, o primeiro do Ano dos cinco imperadores, abrindo uma era de instabilidade política em Roma pelo próximo século.
Em seu governo, os cristãos ganharam espaço de fato na sociedade, inclusive assumindo altos cargos públicos e abrindo escolas/universidades. Esta liberdade permaneceu estável, apesar das velhas leis persecutórias não terem sido formalmente revogadas. A Igreja Católica recebeu um reconhecimento aberto pelo Estado, em uma situação de facto. Foi a continuação e expansão de uma política adotada por seu pai em seus últimos anos, sendo que antes Aurélio havia intensificado as perseguições. Sua amante Márcia era filocristã, o que explicaria, parcialmente, a ausência de Cômodo em disputas religiosas. Cômodo encerrou a segunda Guerra Marcomannica, assegurando a paz ao assinar um tratado com duas tribos germânicas que haviam se aliado contra Roma, os Marcomanos e os Quados.

## Início da vida e ascensão ao poder (161–180)
Cómodo nasceu em 31 de agosto de 161 em Lanúvio, perto de Roma. Ele era filho do imperador Marco Aurélio e de Faustina, a Jovem, filha mais nova do imperador Antonino Pio, que morrera apenas alguns meses antes. Cómodo teve um irmão gêmeo mais velho, Tito Aurélio Fulvo Antonino, que morreu em 165. Em 12 de outubro de 166, Cómodo foi feito César junto com seu irmão mais novo, Marco Ânio Vero. O último morreu em 169, depois de não ter se recuperado de uma operação, que deixou Cómodo como o único filho sobrevivente de Marco Aurélio.

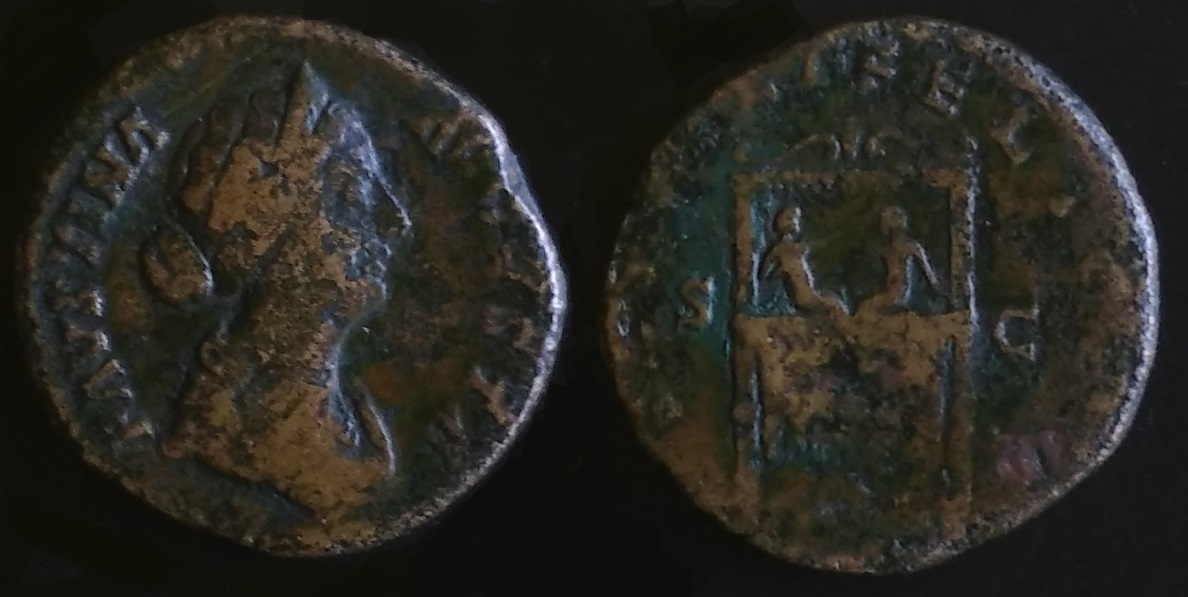
Sestércio comemorando o nascimento de Cómodo e seu irmão gêmeo em 161

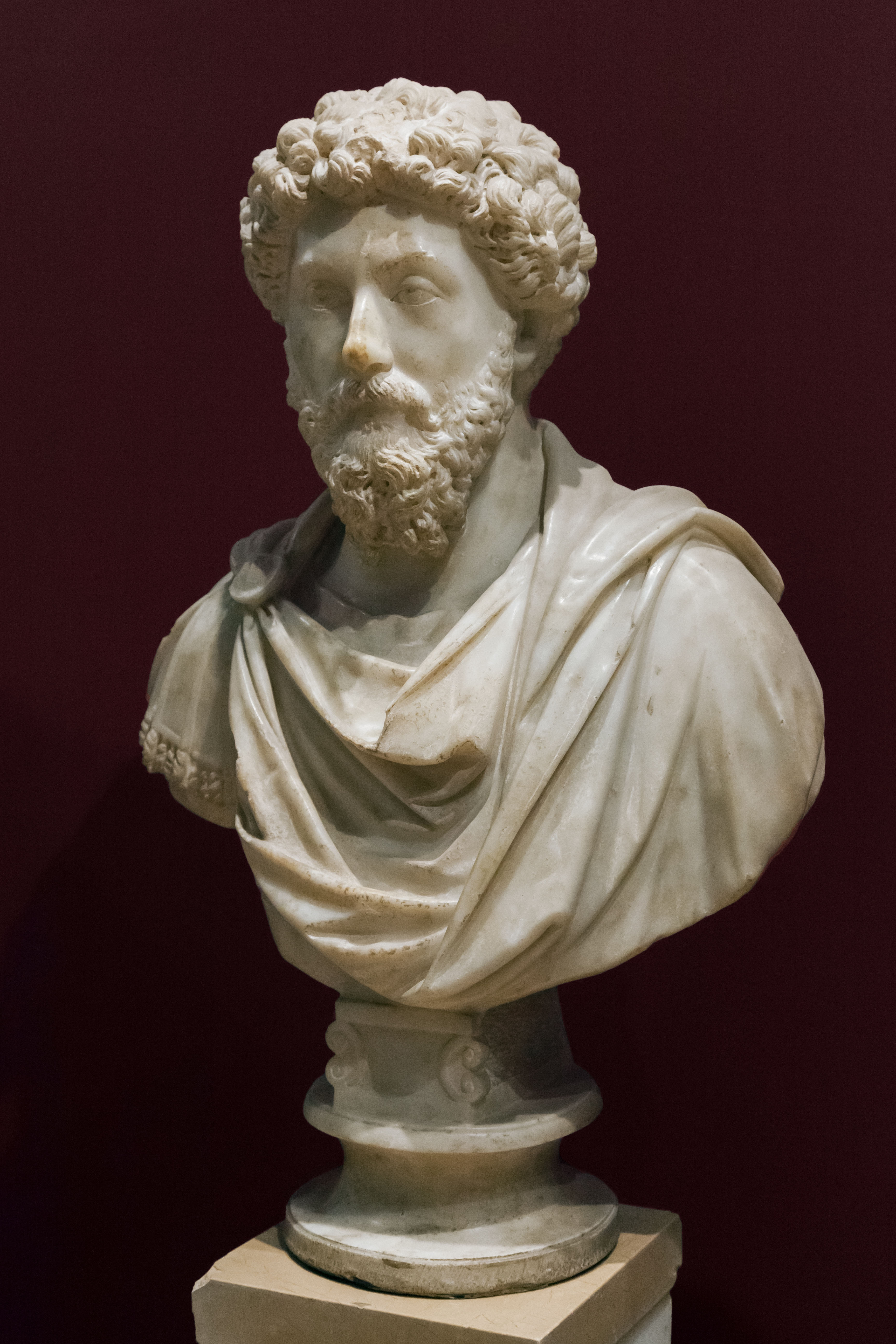
busto de Marco Aurélio no Museu Arqueológico de Istambul, Turquia

Ele foi cuidado pelo médico de seu pai, Galeno, que tratou muitas das doenças comuns de Cómodo. Teve vários professores com foco na educação intelectual. Entre seus professores, Onesícrates, Antíscio Capela, Tito Aio Santo e Pitolau são mencionados.
Sabe-se que Cómodo esteve em Carnunto, o quartel-general de Marco Aurélio durante as Guerras marcomanas, em 172. Presumivelmente, foi lá que, em 15 de outubro de 172, recebeu o título de vitória Germânico, na presença do exército. O título sugere que Cómodo estava presente na vitória de seu pai sobre os marcomanos. Em 20 de janeiro de 175,  entrou no Colégio dos Pontífices, o ponto de partida de uma carreira na vida pública.
Em abril de 175, Avídio Cássio, governador da Síria, declarou-se imperador após rumores de que Marco Aurélio havia morrido. Tendo sido aceito como imperador pela Síria, Judeia e Egito, Cássio continuou sua rebelião mesmo depois que se tornou óbvio que Marco ainda estava vivo. Durante os preparativos para a campanha contra Cássio, Cómodo assumiu sua toga viril na frente do Danúbio em 7 de julho de 175, entrando formalmente na idade adulta. Cássio, no entanto, foi morto por um de seus centuriões antes que a campanha contra ele pudesse começar.
Cómodo posteriormente acompanhou seu pai em uma longa viagem às províncias orientais, durante a qual ele visitou Antioquia. O imperador e seu filho viajaram para Atenas, onde foram iniciados nos mistérios eleusinianos. Eles voltaram para Roma no outono de 176.

## Reinado com o pai (177)

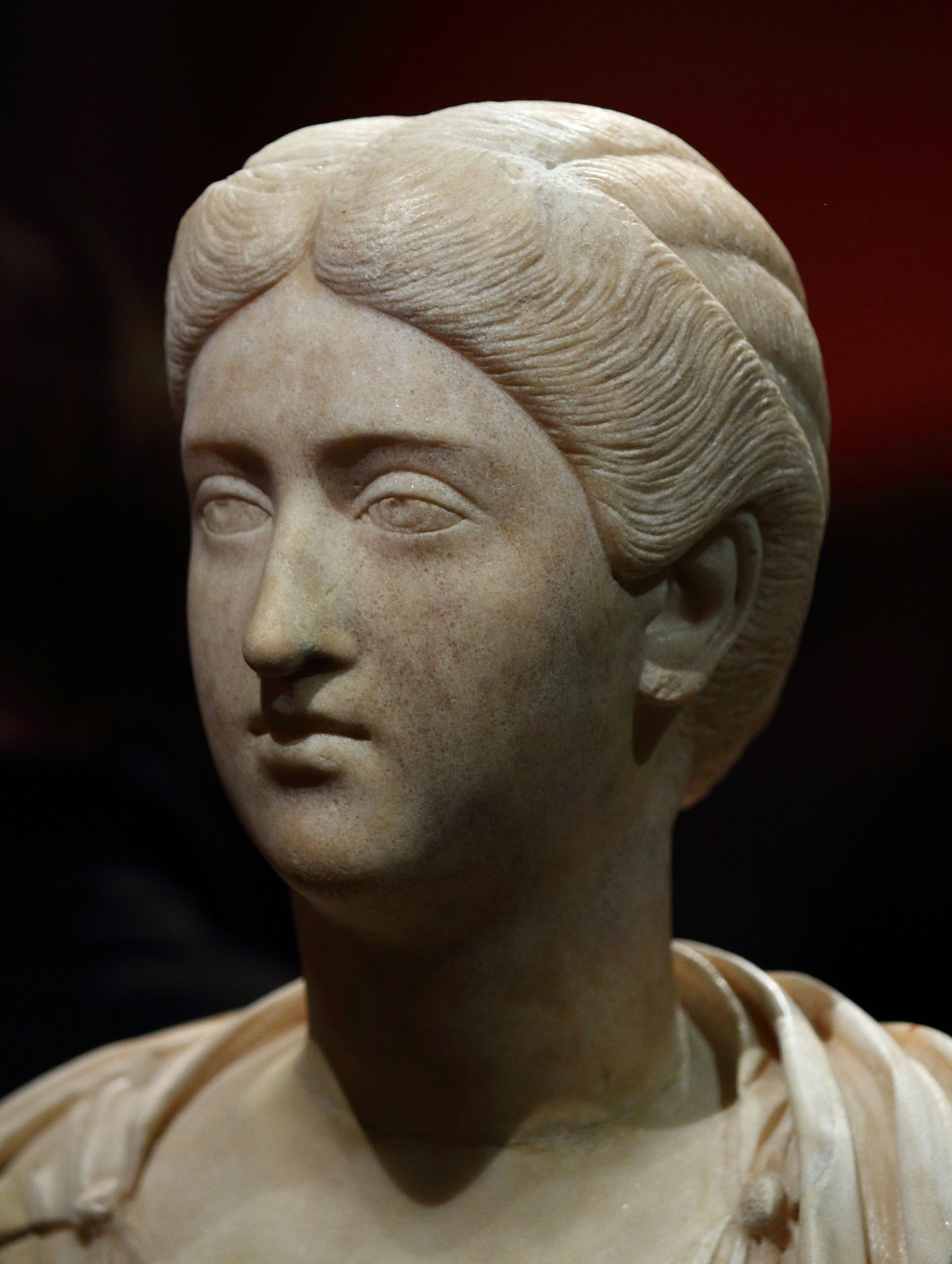
Busto de Bruta Crispina

Marco Aurélio foi o primeiro imperador desde Vespasiano a ter um filho biológico legítimo, embora ele próprio fosse o quinto na linha dos chamados Cinco Bons Imperadores, também conhecidos como os Imperadores Adotivos, cada um dos quais adotou seu sucessor. Em 27 de novembro de 176, Marco Aurélio concedeu o título de Imperator a Cômodo. Autores modernos frequentemente usam essa data como o início de seu reinado,}} mas a cronologia exata dos eventos é incerta. Cômodo é mencionado pela primeira vez como Augustus (imperador) em 17 de junho de 177, mas ele considerou seu reinado a partir de sua saudação em 176. Por exemplo, ele assumiu a tribunicia potestas (poder tribunício) por volta de fevereiro de 177, mas a partir de abril ele começou a retroceder esse evento para novembro de 176. Ele foi o primeiro (e até 337, o único) imperador "nascido na púrpura", ou seja, durante o reinado de seu pai.
Em 23 de dezembro de 176, os dois imperatores celebraram um triunfo conjunto. Em 1 de janeiro de 177, Cômodo tornou-se cônsul pela primeira vez, o que o fez, aos 15 anos, o cônsul mais jovem até então (a idade mínima para o consulado era em torno de 30 anos). Ele posteriormente se casou com Bruta Crispina antes de acompanhar seu pai à frente do Danúbio mais uma vez em 178. Marco Aurelio morreu lá em 17 de março de 180, deixando o jovem Cómodo, então com 18 anos, como único imperador.

## Reinado solo (180-192)
Após sua ascensão, Cómodo desvalorizou a moeda romana. Ele reduziu o peso do denário de 96 por libra romana para 105 por libra romana (3,85 gramas para 3,35 gramas). Ele também reduziu a pureza da prata de 79% para 76% - o peso da prata caiu de 2,57 gramas para 2,34 gramas. Em 186, ele reduziu ainda mais a pureza e o peso de prata para 74% e 2,22 gramas, respectivamente, sendo 108 para a libra romana. Sua redução do denário durante seu governo foi a maior desde a primeira desvalorização do império durante o reinado de Nero.
Enquanto o reinado de Marco Aurélio fora marcado por uma guerra quase contínua, o domínio de Cómodo era comparativamente pacífico no sentido militar, mas também era caracterizado por conflitos políticos e pelo comportamento cada vez mais arbitrário e caprichoso do próprio imperador.  Na opinião de Dião Cássio, um observador contemporâneo da época, sua ascensão marcou a descida "de um reino de ouro para um de ferro e ferrugem".
Apesar de sua notoriedade, e considerando a importância de seu reinado, os anos no poder de Cómodo não são bem narrados. As principais fontes literárias sobreviventes são o Herodiano e Dião Cássio (um observador contemporâneo e às vezes em primeira mão, mas para esse reinado, transmitido apenas em fragmentos e abreviações), e a História Augusta (não confiável por seu caráter como obra de literatura, e não de história), com elementos de ficção incorporados em suas biografias; no caso de Cómodo, pode muito bem estar bordando o que o autor encontrou em fontes contemporâneas razoavelmente boas).

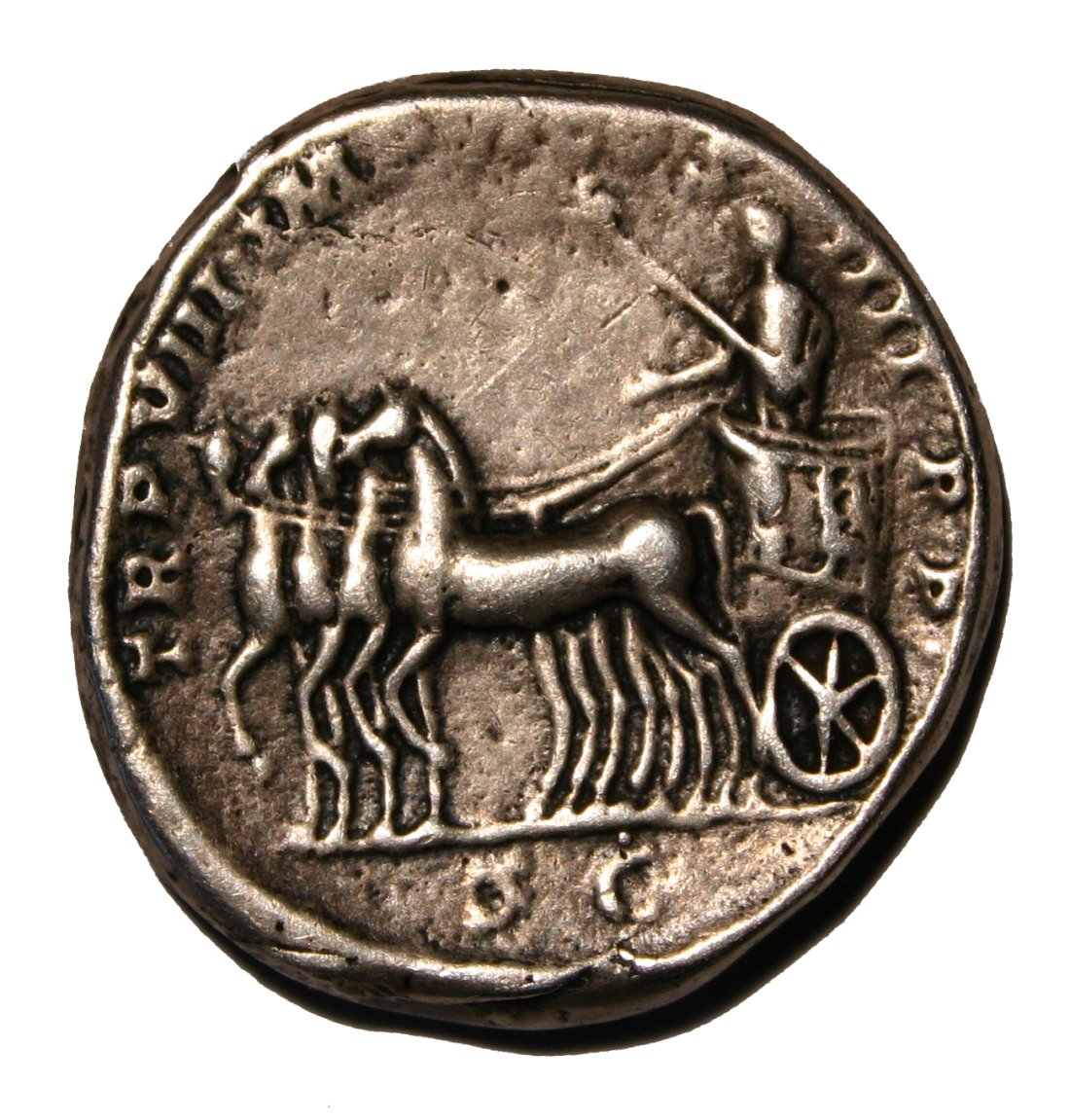
Denário com Cómodo. Inscrição: TR. P. VIII, IMP. VI, COS. IIII, P. P. – S. C

Cómodo permaneceu com os exércitos do Danúbio por pouco tempo antes de negociar um tratado de paz com as tribos do Danúbio. Ele então retornou a Roma e celebrou um triunfo pela conclusão das guerras em 22 de outubro de 180. Ao contrário dos imperadores precedentes Trajano, Adriano, Antonino Pio e Marco Aurélio, ele parece ter tido pouco interesse nos negócios da administração. Ele tendeu durante todo o seu reinado a deixar o funcionamento prático do estado para uma sucessão de favoritos, começando com Saótero, um homem livre de Nicomédia que se tornara seu camareiro.
A insatisfação com esse estado de coisas levaria a uma série de conspirações e tentativas de golpes, o que, por sua vez, levou a Cómodo a se encarregar dos assuntos, o que ele fez de uma maneira cada vez mais ditatorial. No entanto, embora a ordem senatorial tenha o odiado e temido, as evidências sugerem que ele permaneceu popular com o exército e o povo por grande parte de seu reinado, principalmente por causa de suas mostras luxuosas de generosidade (registradas em suas moedas) e porque  ele encenou e participou de espetaculares combates de gladiadores.
Uma das maneiras pelas quais ele pagava por suas doações (distribuições imperiais) e entretenimentos em massa era taxando a ordem senatorial. Em muitas inscrições, a ordem tradicional dos dois poderes nominais do estado, o Senado e o Povo (Senatus Populusque Romanus) era provocativamente invertida (Populus Senatusque ...).

### Conspirações do ano 182
No início de seu reinado, Cómodo, de 18 anos, herdou muitos dos conselheiros seniores de seu pai, principalmente Tibério Cláudio Pompeiano (o segundo marido da irmã mais velha de Cómodo, Lucila), seu sogro Caio Bruto Presente, Tito Fundânio Vitrásio Polião e Aufídio Vitorino, que era prefeito da cidade de Roma. Ele também tinha quatro irmãs sobreviventes, todas elas com maridos que eram rivais em potencial. Lucila era mais de dez anos mais velha e ocupava o posto de Augusta como a viúva de seu primeiro marido, Lúcio Vero.
A primeira crise do reinado ocorreu em 182, quando Lucila projetou uma conspiração contra seu irmão. Seu motivo é alegado ter sido inveja da imperatriz Crispina. Seu marido, Pompeiano, não estava envolvido, mas dois homens supostamente amantes dela, Marco Umídio Quadrado Aniano (o cônsul de 167, que também era seu primo em primeiro grau) e Ápio Cláudio Quintiano, tentaram assassinar Cómodo quando ele entrava em um teatro. Eles fracassaram e foram apreendidos pela guarda pessoal do imperador.
Quadrado e Quintiano foram executados. Lucila foi exilada para Capri e depois morta. Pompeiano se aposentou da vida pública. Um dos dois prefeitos pretorianos, Públio Tarrutênio Paterno, esteve envolvido na conspiração, mas seu envolvimento só foi descoberto mais tarde. Enquanto isso, ele e seu colega, Sexto Tigídio Perenis, foram capazes de organizar o assassinato de Saótero, o odiado camareiro.
Cómodo sofreu muito a perda de Saótero, e Perenis agora aproveitou a chance de avançar implicando Paterno em uma segunda conspiração, aparentemente liderada por Públio Sálvio Juliano, filho do jurista Sálvio Juliano e noivo da filha de Paterno. Sálvio e Paterno foram executados juntamente com vários outros cônsules e senadores importantes. Dídio Juliano, o futuro imperador e parente de Sálvio Juliano, foi demitido do governo da Germânia Inferior.

### Cleandro
Após o assassinato do poderoso Saótero, Perenis assumiu as rédeas do governo e Cómodo encontrou um novo camareiro e favorito em Cleandro, um libertado frígio que se casara com uma das amantes do imperador, Demostrácia. Cleandro era de fato a pessoa que havia assassinado Saótero. Após essas tentativas de assassinato, Cómodo passou grande parte do tempo fora de Roma, principalmente nas propriedades da família em Lanúvio. Sendo fisicamente forte, seu principal interesse era no esporte: participando de corridas de cavalos, corridas de bigas e combates com bestas e homens, principalmente em privado, mas também em ocasiões em público.

### Dácia e Britânia

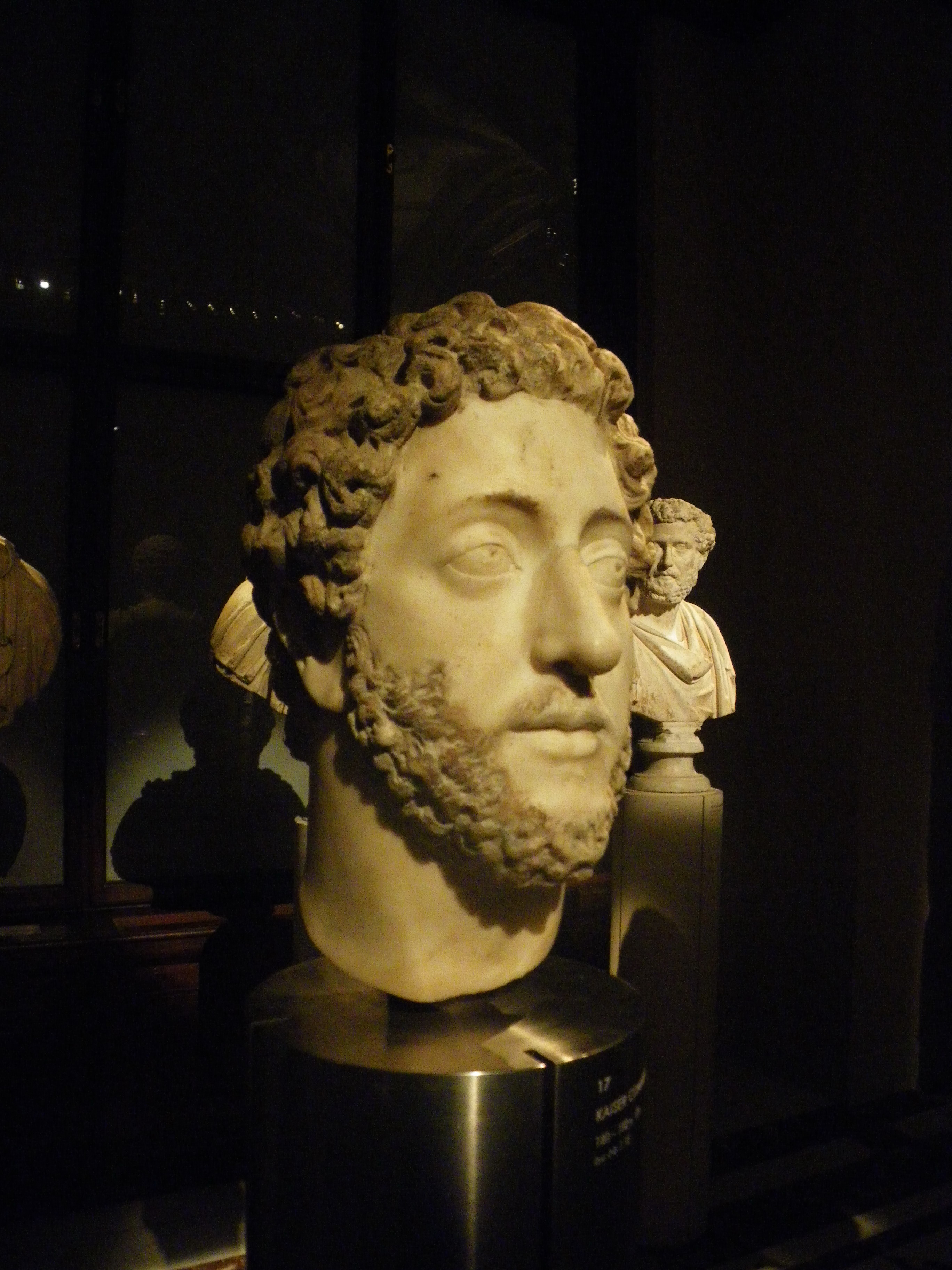
Um busto de Cómodo (Museu de História da Arte em Viena). Segundo Herodiano, ele era bem proporcionado e atraente, com cabelos naturalmente loiros e encaracolados.

Cómodo foi empossado no cargo de cônsul em 183 junto com Aufídio Vitorino e assumiu o título de Pio. A guerra eclodiu em Dácia: poucos detalhes estão disponíveis, mas parece que dois futuros candidatos ao trono, Clódio Albino e Pescênio Níger, se destacaram na campanha.  Além disso, na Britânia, em 184, o governador Úlpio Marcelo avançou novamente a fronteira romana para o norte, até a Muralha de Antonino, mas os legionários se revoltaram contra sua dura disciplina e aclamaram outro legado, Prisco, como imperador.
Prisco recusou-se a aceitar a aclamação deles, e Perenis fez com que todos os legados legionários da Britânia fossem degradados. Em 15 de outubro de 184, nos Jogos Capitolinos, um filósofo cínico denunciou publicamente Perenis diante de Cómodo. Sua história não foi acreditada e ele foi imediatamente morto. Segundo Dião Cássio, Perenis, embora implacável e ambicioso, não era pessoalmente corrupto e geralmente administrava bem o estado.
No entanto, no ano seguinte, um destacamento de soldados da Britânia (eles foram convocados para a Itália para reprimir bandidos) também denunciou Perenis ao imperador como planejando fazer seu próprio filho imperador (eles foram autorizados a fazê-lo por Cleandro, que estava tentando livrar-se de seu rival), e Cómodo lhes deu permissão para executá-lo, assim como sua esposa e filhos. A queda de Perenis trouxe uma nova onda de execuções: Aufídio Vitorino cometeu suicídio. Úlpio Marcelo foi substituído como governador da Britânia por Pertinax; levado para Roma e julgado por traição, Marcelo escapou por pouco da morte.

### O auge e a queda de Cleandro (185-190)

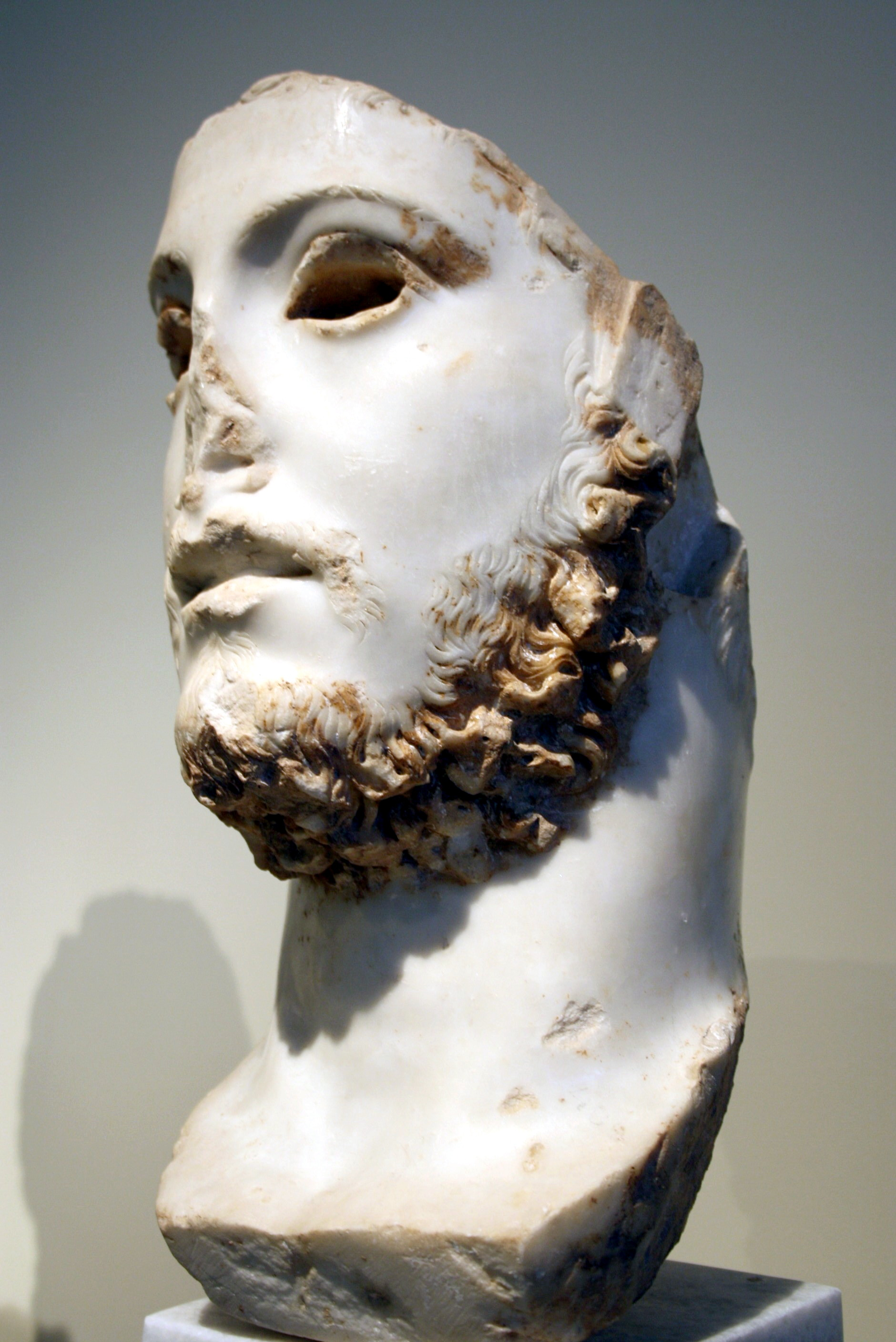
Remanescentes de um busto romano de um jovem com barba loira, talvez representando o imperador Cómodo, Museu arqueológico de Atenas

Cleandro passou a concentrar o poder em suas próprias mãos e a enriquecer-se, tornando-se responsável por todos os cargos públicos: vendeu para o melhor lance e concedeu entrada no Senado, comandos do exército, governos e, cada vez mais, até para consulados sufectos. A agitação em todo o império aumentou, com um grande número de desertores do exército causando problemas na Gália e na Germânia. Pescênio Níger lidou os desertores na Gália em uma campanha militar. A revolta na Bretanha foi derrubada por duas legiões trazidas da Britânia.
Em 187, um dos líderes dos desertores, Materno, veio da Gália com a intenção de assassinar Cómodo no Festival da Grande Deusa em março, mas foi traído e executado. No mesmo ano, Pertinax desmascarou uma conspiração de dois inimigos de Cleandro - Antíscio Burro (um dos cunhados de Cómodo) e Árrio Antonino. Como resultado, Cómodo apareceu ainda mais raramente em público, preferindo viver em suas propriedades.
No início de 188, Cleandro descartou o então prefeito pretoriano, Atílio Ebuciano, e ele próprio assumiu o comando supremo da Guarda Pretoriana no novo posto de pugione ("portador de adaga"), com dois prefeitos pretorianos subordinados a ele. Agora, no auge de seu poder, Cleandro continuou a vender cargos públicos como seu negócio particular. O clímax ocorreu no ano de 190, que teve 25 cônsules sufectos - um recorde nos 1 000 anos de história do consulado romano - todos nomeados por Cleandro (incluindo o futuro imperador Septímio Severo).
Na primavera de 190, Roma foi atingida por uma escassez de alimentos, pela qual o prefeito das provisões Papírio Dionísio, o oficial realmente encarregado do suprimento de grãos, conseguiu colocar a culpa em Cleandro. No final de junho, uma multidão se manifestou contra Cleandro durante uma corrida de cavalos no Circo Máximo: ele enviou a Guarda Pretoriana para reprimir os distúrbios, mas Pertinax, que agora era prefeito da cidade de Roma, enviou os Vigiles Urbani para se opor a eles. Cleandro fugiu para Cómodo, que estava em Laurento, na casa dos Quintílios, em busca de proteção, mas a multidão o seguiu pedindo sua cabeça.
Por insistência de sua amante Márcia, Cómodo decapitou Cleandro e seu filho foi morto. Outras vítimas nessa época foram o prefeito pretoriano Júlio Juliano, a prima de Cómodo, Ânia Fundânia Faustina, e seu cunhado Mamertino. Papírio Dionísio também foi executado. Em 191 d.C., Cómodo assumiu mais as rédeas do poder, embora continuasse a governar através de uma cabala composta por Márcia, seu novo camareiro Ecleto e o novo prefeito pretoriano Quinto Emílio Leto.

### Megalomania (190-192)

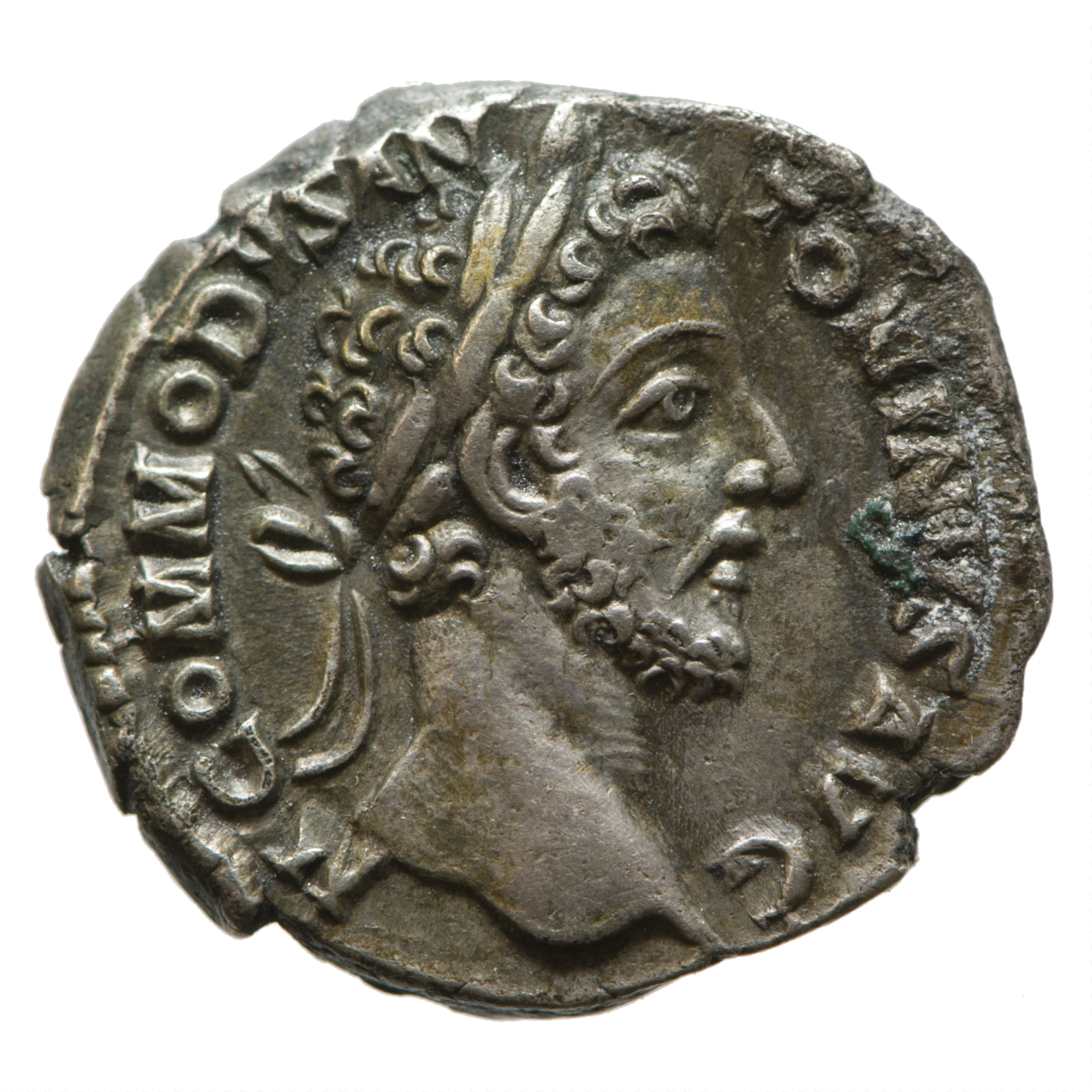
Um denário de Cómodo. Inscrição: L. L. COMMODVS ANTONINVS AVG.

Em oposição ao Senado, em seus pronunciamentos e iconografia, Cómodo sempre enfatizou seu status único como fonte de poder divino, liberalidade e destreza física. Inúmeras estátuas ao redor do império foram erguidas retratando-o na figura de Hércules, reforçando a imagem dele como um semideus, um gigante físico, um protetor e um guerreiro que lutava contra homens e feras (veja Cómodo e Hércules e Cómodo, o gladiador abaixo). Além disso, como Hércules, ele poderia alegar ser filho de Júpiter, o deus supremo do panteão romano. Essas tendências agora aumentaram para proporções megalomaníacas. Longe de celebrar sua descendência de Marco Aurélio, a verdadeira fonte de seu poder, ele enfatizou sua própria singularidade pessoal como o portador de uma nova ordem, buscando reformular o império à sua própria imagem.
Durante o ano de 191, a cidade de Roma foi extensivamente danificada por um incêndio que durou vários dias, durante o qual muitos edifícios públicos, incluindo o Templo da Paz, o Templo de Vesta e partes do palácio imperial foram destruídos.
Talvez vendo isso como uma oportunidade, no início de 192, Cómodo, declarando-se o novo Rômulo, refundou Roma ritualmente, renomeando a cidade para Colonia Lucia Annia Commodiana. Todos os meses do ano foram renomeados para corresponder exatamente aos seus (agora doze) nomes: Lucius, Aelius, Aurelius, Commodus, Augustus, Herculeus, Romanus, Exsuperatorius, Amazonius, Invictus, Felix e Pius. As legiões foram renomeadas Commodianae, a frota que importava grãos da África foi chamada de Alexandria Commodiana Togata, o Senado foi intitulado Senado Afortunado de Cómodo, seu palácio e o próprio povo romano foram todos chamados de Commodianus, e o dia em que essas reformas foram decretadas foi chamado de Dies Commodianus.
Assim, ele se apresentou como a fonte do Império, da vida romana e da religião. Ele também mandou substituir a cabeça do Colosso de Nero adjacente ao Coliseu por seu próprio retrato, deu-lhe um porrete, colocou um leão de bronze aos seus pés para parecer Hercules Romanus, e adicionou uma inscrição vangloriando-se de ser "o único lutador canhoto a conquistar doze vezes mil homens".

### Assassinato (192)

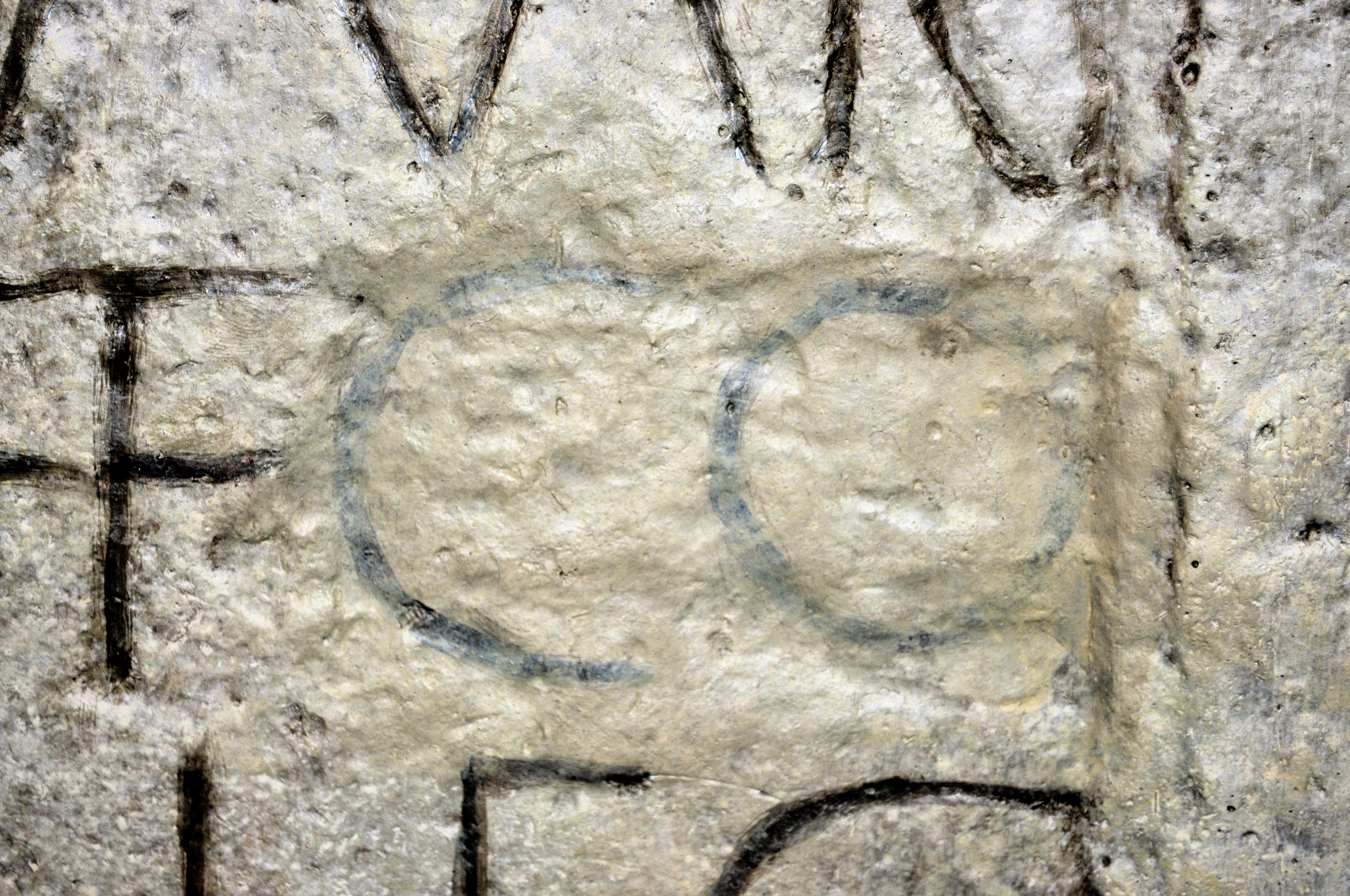
Damnatio memoriae de Cómodo em uma inscrição no Museu de História Romana em Osterburken, Alemanha. A abreviação “CO” foi restaurada com tinta.

Em novembro de 192, Cómodo realizou os Jogos Plebeus, nos quais ele atirou em centenas de animais com flechas e lanças todas as manhãs e lutou como gladiador todas as tardes, vencendo todas as lutas. Em dezembro, ele anunciou sua intenção de inaugurar o ano de 193 como cônsul e gladiador em 1º de janeiro.
Quando Márcia encontrou uma lista de pessoas que Cómodo pretendia executar, descobriu que ela, o prefeito Leto e Ecleto estavam nela. Os três conspiraram para assassinar o imperador. Em 31 de dezembro, Márcia envenenou a comida de Cómodo, mas ele vomitou o veneno, então os conspiradores enviaram seu parceiro de luta Narciso para estrangulá-lo em seu banho.
Após sua morte, o Senado declarou-o inimigo público (uma de facto damnatio memoriae) e restaurou o nome original da cidade de Roma e suas instituições. Estátuas de Cómodo foram demolidas. Seu corpo foi enterrado no Mausoléu de Adriano.
A morte de Cómodo marcou o fim da dinastia Nerva-Antonina. Cómodo foi sucedido por Pertinax, cujo reinado foi curto; ele se tornou o primeiro pretendente a ser usurpado durante o Ano dos Cinco Imperadores.
Em 195, o imperador Septímio Severo, tentando ganhar o favor da família de Marco Aurélio, reabilitou a memória de Cómodo e fez com que o Senado o deificasse.

## Caráter e destreza física

### Caráter e motivações

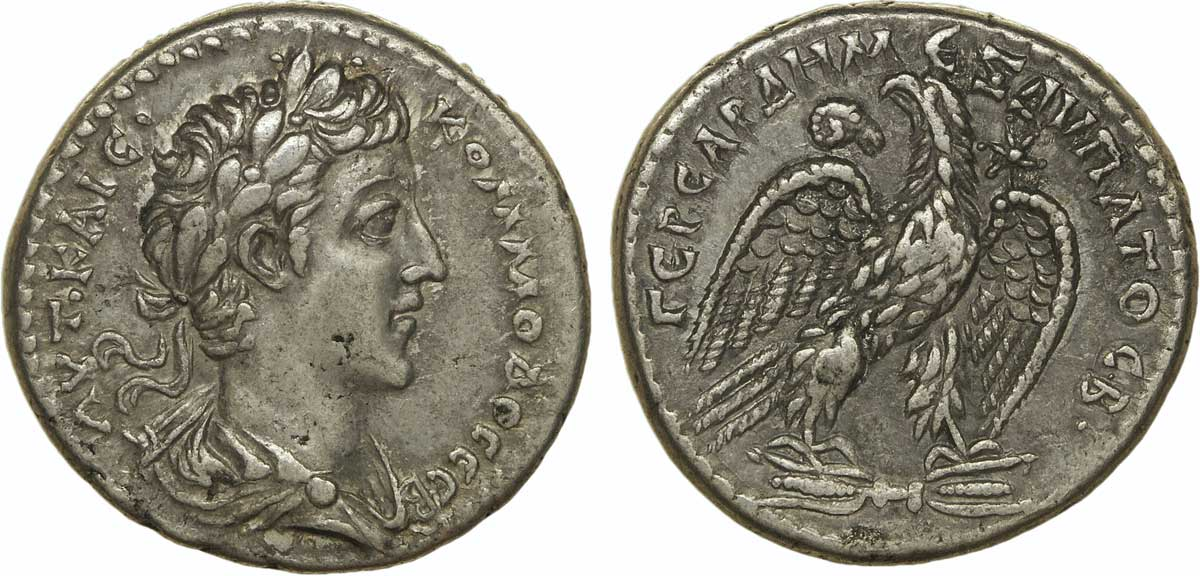
Tetradracma de Cómodo. Inscrição: ΑΥΤ. ΚΑΙC. KOMMOΔΟC CEB. / ΓEP. CAP. ΔHMαρχικής EΞουσίας Δ΄, YΠATΟC B΄ (inscrição grega para GER. SAR. Autoridade Municipal IV, Cônsul II).

Cássio Dio, uma testemunha ocular, descreve-o como "não naturalmente perverso, mas, pelo contrário, tão ingênuo quanto qualquer homem que já viveu. Sua grande simplicidade, no entanto, junto com sua covardia, fez dele escravo de seus companheiros, e foi através deles que ele, a princípio, por ignorância, perdeu a vida melhor e depois foi levado a hábitos lascivos e cruéis, que logo se tornaram sua segunda natureza."
Suas ações registradas tendem a mostrar uma rejeição das políticas de seu pai, dos conselheiros de seu pai e, especialmente, do estilo de vida austero de seu pai, e um afastamento dos membros sobreviventes de sua família. Parece provável que ele tenha sido criado em uma atmosfera de estoicismo ascético, que ele rejeitou completamente ao assumir o governo sozinho.
Após repetidas tentativas de assassinato contra Cómodo, cidadãos romanos eram frequentemente mortos por irritá-lo. Um evento notável foi a tentativa de exterminar a casa dos Quinctilii. Condianus e Maximus foram executados sob o pretexto de que, embora não estivessem implicados em nenhuma conspiração, sua riqueza e talento os tornariam infelizes com o estado atual das coisas. Outro evento, registrado pelo historiador Aelius Lampridius, ocorreu nos banhos romanos em Terme Taurine, onde o imperador mandou jogar um atendente em um forno após encontrar a água de seu banho morna.

### Mudanças de nome
Seu nome original era Lúcio Élio Aurélio Cómodo. Com a morte de seu pai em 180, Cómodo mudou para Marco Aurélio Antonino Cómodo, antes de voltar ao seu nome de nascimento em 191.
Mais tarde naquele ano, ele adotou como seu estilo completo Lúcio Élio Aurélio Cómodo Augusto Hercúleo Romano Exsuperatório Amazônio Invicto Félix Pio (a ordem de alguns desses títulos varia nas fontes). "Exsuperatório" (o supremo) era um título dado a Júpiter, e "Amazônio" identificava-o novamente com Hércules.
Um altar inscrito de Dura-Europos no Eufrates mostra que os títulos de Cómodo e a renomeação dos meses foram disseminados até os confins do Império; além disso, até mesmo unidades militares auxiliares receberam o título de Commodiana, e ele reivindicou dois títulos adicionais: Pacator Orbis (pacificador do mundo) e Dominus Noster (Nosso Senhor). Este último eventualmente seria usado como um título convencional pelos imperadores romanos, começando cerca de um século depois, mas Cómodo parece ter sido o primeiro a assumi-lo.

### Cómodo e Hércules

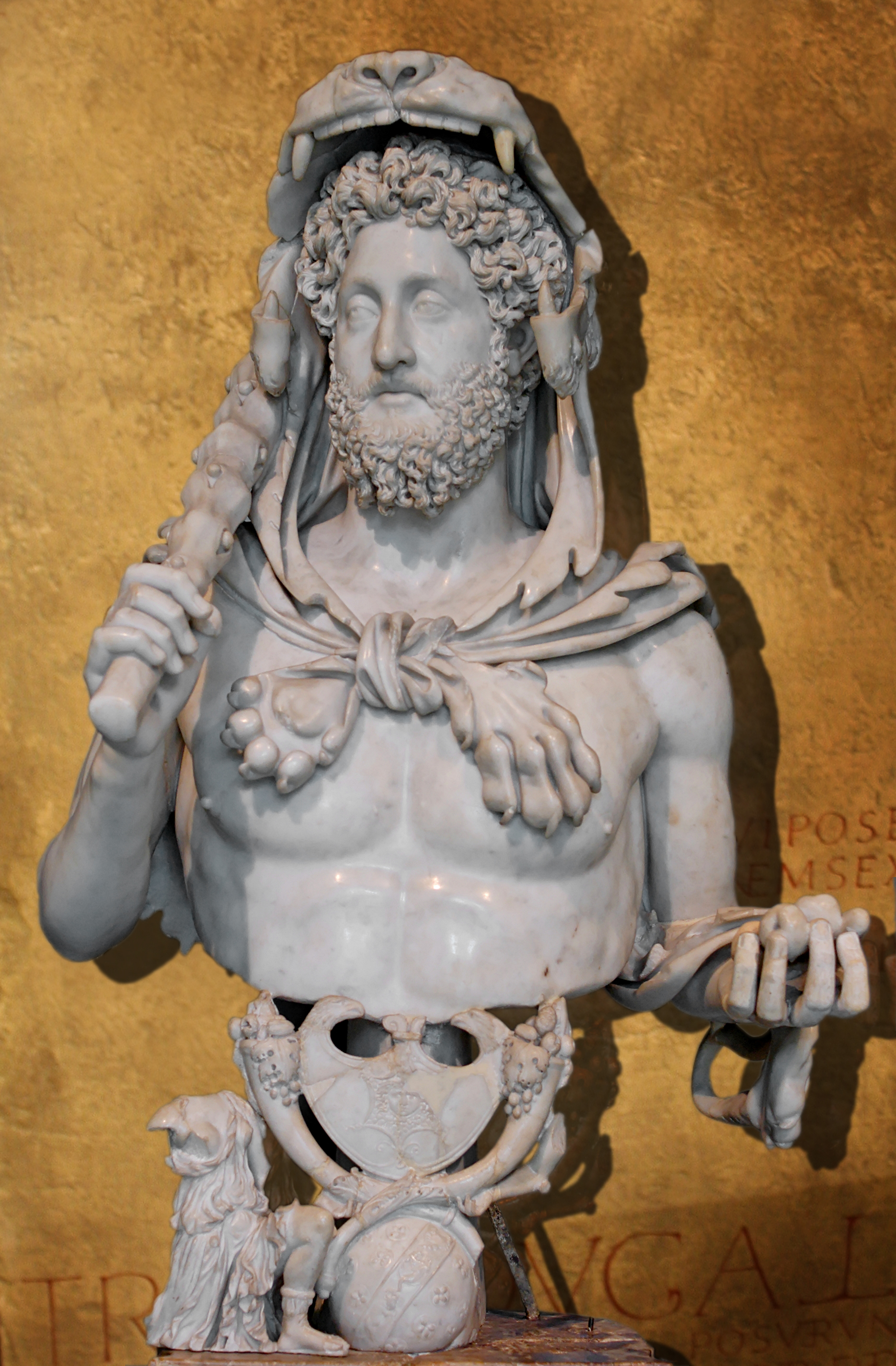
Cómodo como Hércules (Museus Capitolinos)

Desdenhando das inclinações mais filosóficas de seu pai, Cómodo tinha muito orgulho de sua destreza física. O historiador Herodiano, um contemporâneo, descreveu Cómodo como um homem extremamente bonito. Como mencionado acima, ele mandou fazer muitas estátuas mostrando-o vestido como Hércules com uma pele de leão e um porrete. Ele se considerava a reencarnação de Hércules, frequentemente emulando os feitos do herói lendário ao aparecer na arena para lutar contra uma variedade de animais selvagens. Ele era canhoto e muito orgulhoso desse fato. Cássio Dio e os escritores da História Augusta dizem que Cómodo era um arqueiro habilidoso, que podia atirar nas cabeças de avestruzes em pleno galope e matar uma pantera enquanto ela atacava uma vítima na arena.

### Cómodo, o gladiador
Cómodo também tinha uma paixão pelo combate de gladiadores, a ponto de entrar na arena ele mesmo, vestido como um secutor. Os romanos consideravam o combate de gladiadores de Cómodo escandaloso e vergonhoso. Segundo Herodiano, os espectadores de Cómodo achavam impróprio para um imperador pegar em armas no anfiteatro para esporte quando ele poderia estar em campanha contra bárbaros e outros oponentes de Roma. O consenso era que isso estava abaixo de sua posição participar como gladiador. Rumores populares espalharam-se alegando que ele não era realmente filho de Marco Aurélio, mas de um gladiador que sua mãe Faustina havia tomado como amante no resort costeiro de Caieta.
Na arena, os oponentes de Cómodo sempre se rendiam ao imperador; como resultado, ele nunca perdeu. Cómodo nunca matou seus adversários gladiadores, aceitando suas rendições. Suas vitórias eram frequentemente bem-vindas por seus oponentes derrotados, pois carregar cicatrizes infligidas pela mão de um imperador era considerado um sinal de fortaleza. Cássio Dio afirmou que cidadãos de Roma que não tinham pés (seja por acidente ou doença) eram levados à arena, onde eram amarrados juntos para que Cómodo os matasse a golpes, fingindo que eram gigantes. Dio também escreveu que era costume de Cómodo usar armas mortais em particular para lutar, assassinando e mutilando seus oponentes. Para cada aparição na arena, ele cobrava da cidade de Roma um milhão de sestércios, sobrecarregando a economia romana.
Cómodo também era conhecido por lutar contra animais exóticos na arena, muitas vezes para o horror e desgosto da população romana. Segundo Cássio Dio, Cómodo uma vez matou 100 leões em um único dia. Mais tarde, ele decapitou um avestruz em movimento com um dardo especialmente projetado e depois carregou sua espada e a cabeça sangrenta do pássaro morto até a área de assentos dos senadores, sugerindo que eles seriam os próximos. Dio observa que os senadores visados acharam isso mais ridículo do que assustador e mastigaram folhas de louro para esconder suas risadas. Em outras ocasiões, Cómodo matou três elefantes na arena sozinho, e uma girafa.

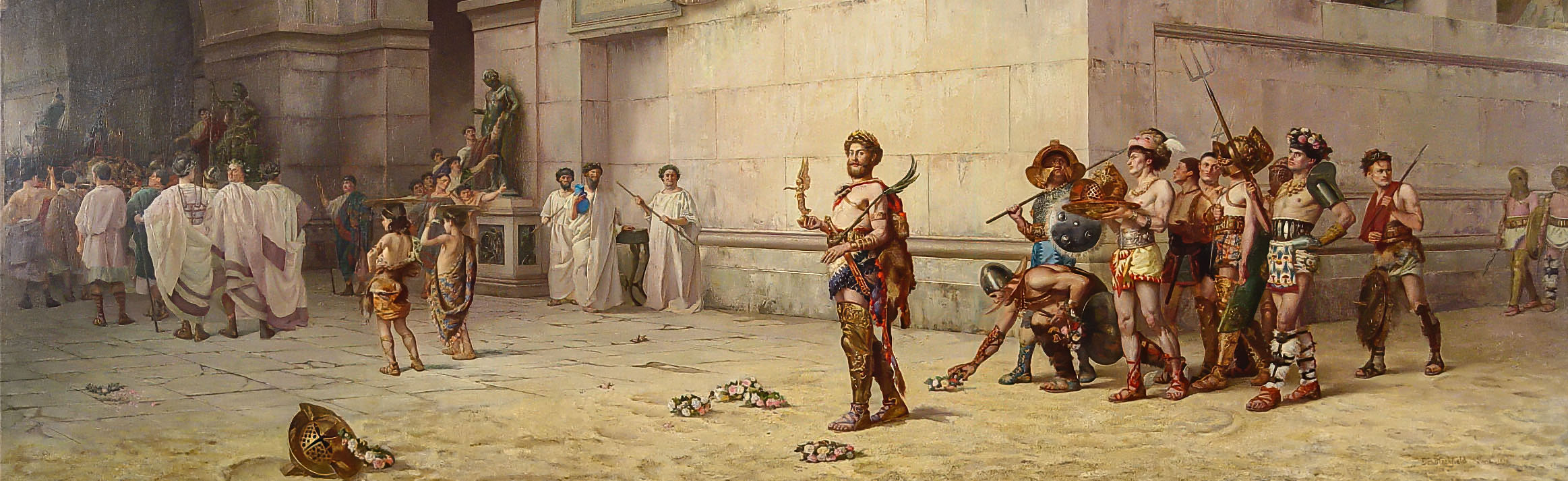
O Imperador Cómodo Deixando a Arena à Frente dos Gladiadores (detalhe) por Edwin Blashfield (1848-1936), Hermitage Museum and Gardens, Norfolk, Virginia.

## Na cultura popular
- Um Cómodo malvado e altamente narcisista é interpretado pelo ator canadense Christopher Plummer no clássico épico A Queda do Império Romano (1964), dirigido por Anthony Mann. Este filme retrata todo o reinado deste imperador, desde a morte de Marco Aurélio até sua morte enquanto lutava contra o herói fictício Livius.
- No vencedor do Oscar de Melhor Filme Gladiador (2000), um Cómodo ficcionalizado serve como o principal antagonista do filme. Ele é interpretado por Joaquin Phoenix, que recebeu uma indicação ao Oscar de Melhor Ator Coadjuvante no 73º Oscar.[54]
- Um personagem no videogame de 2013 Ryse: Son of Rome é chamado Cómodo e é um dos principais antagonistas do jogo. O filho do imperador Nero, ele compartilha várias características com o histórico Cómodo.[55]
- Cómodo é um antagonista menor no videogame de 2005 Colosseum: Road to Freedom. O jogador pode lutar contra Cómodo no jogo, que se veste como o deus Hércules. O jogo toma liberdades com os eventos que cercam sua morte, com o jogador sendo quem realmente o mata, em vez do lutador Narciso.
- Cómodo aparece na música Evil Emperors da série Horrible Histories, ao lado de Calígula, Heliogábalo e Nero, uma paródia de Bad.
- A minissérie docudrama de 2017 Roman Empire: Reign of Blood reconta sua história.[56][57] Nesta versão, Narciso mata Cómodo em um duelo após descobrir que os oponentes do imperador na arena estavam armados apenas com espadas sem fio. A princípio, Narciso estrangula Cómodo, mas acaba matando-o ao perfurar seu coração com uma espada cega. Aaron Jakubenko interpreta Cómodo na série.
- Cómodo aparece como um dos antagonistas na popular série de romances de ficção para jovens adultos The Trials of Apollo. Ele é revelado como tendo se tornado um deus menor após sua morte e sobreviveu até os tempos modernos, junto com outros dois imperadores romanos, Calígula e Nero. Ele foi assassinado pelo deus Apolo, que era seu amante, mas se disfarçou de Narciso para matá-lo e acabar com sua tirania. Nos tempos modernos, ele tenta se vingar de Apolo, que foi expulso do Olimpo por Zeus como mortal até corrigir seus erros. Durante uma batalha final, Cómodo é gravemente ferido por Frank Zhang, o semideus filho de Marte, e depois finalizado por Apolo com um grito de poder que reduz Cómodo a cinzas. Ao longo da série, é revelado que Nero, Cómodo e Calígula estavam agindo nos bastidores das duas séries anteriores Percy Jackson and the Olympians e The Heroes of Olympus, fornecendo apoio financeiro e recursos para as forças de Cronos, Gaia e Octaviano, incluindo o navio de cruzeiro Princess Andromeda, que foi amplamente destacado em Percy Jackson and the Olympians.